# 普魯申卡
49°39′2″N 28°53′14″E / 49.65056°N 28.88722°E
普魯申卡（烏克蘭語：Прушинка），是烏克蘭的村落，位於該國西南部文尼察州，由赫米利尼克區負責管轄，始建於1760年，面積1.4平方公里，海拔高度274米，2001年人口260，人口密度每平方公里185.85人。